# Lathonura rectirostris
Lathonura rectirostris är en kräftdjursart som först beskrevs av Otto Friedrich Müller 1776.  Lathonura rectirostris ingår i släktet Lathonura, och familjen Macrothricidae. Inga underarter finns listade.